# Каракульський
Караку́льський (рос. Каракульский) — селище у складі Ясненського міського округу Оренбурзької області, Росія.

## Населення
Населення — 138 осіб (2010; 223 у 2002).
Національний склад (станом на 2002 рік):
- казахи — 70 %